# 寄生电容
寄生電容（parasitic capacitance），也稱為雜散電容，是電路中電子元件之間或電路模組之間，由於相互靠近所形成的電容，寄生電容是寄生元件，多半是不可避免的，同時經常是設計時不希望得到的電容特性。寄生電容常常也會造成雜散振盪。
在現實中，所有的電路元件，例如電感元件、二極體和電晶體都具有內部電容，這些電容將使元件的性能與理想情況有所不同。此外，在任意兩段導體之間均有非零的電容，這種電容在高頻情況中體現得尤為突出，因此在印刷電路板設計中必須予以考慮。
功率MOSFET（Power MOSFET）的寄生電容可能會比較大，若直接利用微控制器的輸出來控制，可能會令微控制器受損。閘極驅動器就是用來解決寄生電容的問題，其輸出電流能力亦較大。